# Tata Mirando
Joseph Weiss, alias 'Tata Mirando', was een Sinto die werd geboren op 6 maart 1895 te Opfikon, Zwitserland, als zoon van Johann Weis en Magdalena Krems. Hij overleed op 1 januari 1967 te Dieren. Hij was een muzikant, vioolbouwer en reparateur, leider en oprichter van het zigeunerorkest Tata Mirando.  
De tekst op de hoes van de officiële cassetteband van Zigeunerfeest vermeldt dat Tata Mirando werd geboren in Hongarije, maar waarschijnlijk gold dat voor zijn grootvader Heli Weiss. De Mirando 's beschouwden zich als Hongaren. Op de orkestfoto staat ook Jean Weiss, geboren 20 januari 1862 te Kalbach en overleden te Aachen, Duitsland. 33 jaar ouder dan Josef; waarschijnlijk zijn vader - ook wel Johan(n) genoemd. Josef werd in Europa ook wel de zigeunerbaron genoemd. Hij kon niet lezen, niet schrijven en niet rekenen, maar hij sprak wel meerdere talen.  
Zijn voornaam wordt in Nederland doorgaans als Josef geschreven. Op een foto uit 1925 van het orkest van zijn vader met een aantal zonen, staat hij als bassist en vermeld als Joseph "Judo"; zijn burgerlijke stand naam met een Sinto-naam - zo ook zijn in Duitsland geboren zonen. In zowel de overlijdensakte van zijn zoon Heinrich, als die van hemzelf, staat hij vermeld als Josef Weis - met één 's'. 

## Jeugd
Het orkest van zijn vader, waarin Josef contrabas/viool speelde, werd in Duitsland, in de tijd dat ze daar verbleven, wel de Zigeunerkapelle Weiss genoemd. Het werd al in 1900 opgericht. Op het moment dat, zoals gebruikelijk, de oudste broer de leiding kreeg over het orkest, heette het Franz Weiss - op de orkestfoto staat Francois Polo Weiss. De naam (Tata) Mirando ontstond later. De artiestenvoornaam 'Tata' betekent vader. Ze trokken met woonwagens door Europa en speelden dan hier, dan daar. Zo kwamen ze in Duitsland terecht waar veel belangstelling bestond voor zigeunermuziek. In die jaren werd aan het orkest het predicaat 'koninklijk' verleend door groothertogin Louise van Baden en Keizer Wilhelm II; het orkest trad daar aan het hof op. 

## Oorlogen doorstaan
Nadat Josef de Eerste Wereldoorlog had doorstaan, stichtte hij met zijn vrouw Balwina een groot gezin. Gezien de geboorteplaatsen van hun kinderen, voor zover bekend, trokken ze van ten minste 1920 tot 1937 door Duitsland. Nadat Adolf Hitler in 1933 aan de macht kwam, nam de vervolging van Joden, Roma - waaronder de Sinti - en andere groepen steeds ergere vormen aan. Toen in 1937 mensen om hen heen begonnen te 'verdwijnen', begaven Josef en zijn vrouw en hun 15 kinderen zich terstond naar Nederland, met achterlating van vrijwel al hun bezittingen. Ze ontfermden zich in en na de oorlog ook over de kinderen van zijn broer Heinrich. Als gevolg van de Sinti-vervolging zocht de familie Weiss een beschermde plek en vond die in het circus van Toni Boltini, waar ze zich - met valse persoonsbewijzen - bij aansloten als circusorkest met de naam de Zwarte Raven. Ze hielden de schijn op dat ze Zwitsers waren. Bij het circus speelden ze zelfs voor de Wehrmacht en waren daardoor voor vervolging gevrijwaard, althans, in het begin. Ook was een aantal leden van de familie ondergedoken in Amsterdam. De orkestleden werden opgepakt en afgevoerd naar kamp Vught en daarna kamp Westerbork, waar ze van de dood werden gered door Toni Boltini, die voorkwam dat ze zouden worden afgevoerd naar Auschwitz. Dat ze de Tweede Wereldoorlog overleefden, hadden ze aan vele zaken te danken: aan Josefs geboorte in Zwitserland - in de oorlog een neutraal land - zijn goede muzikaliteit en wat dat betreft, hun goede naam in Duitse officierskringen, zijn goede papieren, bluf, smoezen, onderduiken, enzovoort. Josefs broers overleefden de Porajmos (een Romani woord) niet. Bijna zijn hele familie werd uitgemoord, behalve één nichtje, dat tijdens een transport van het concentratiekamp Auschwitz naar elders, uit de trein ontsnapte en zo overleefde: Henny, of Heni.

## Mirando
De artiestennaam Mirando werd volgens de overlevering bedacht door Toni Boltini (artiestennaam van Wilhelm Marinus Antonius Akkerman). Er staat ook ergens vermeld dat de naam Mirando door Morschy van een Italiaans circus werd gekocht - wat zeker niet uitsluit, dat die naam ooit werd bedacht door Toni Boltini.  

## Nederland
Door de oorlog belandden de Mirando's dus in Nederland en na de oorlog beviel ze dat goed. “Nederland is voor mij het beste land van Europa”, zei hij later. Voor de aanbiedingen die hij kreeg om weer in Duitsland te komen spelen, paste hij; daarvoor was er te veel gebeurd. Hij vestigde zich in het dorpje Cruquius in de Haarlemmermeer en verdiende zijn brood als vioolbouwer – dat vak had hij van zijn vader geleerd – en met hier en daar muziek maken. De familie woonde ook lange tijd aan de Trekweg in Den Haag en trad dan op in het Kurhaus in Scheveningen, bij welgestelde families en voor het Koninklijk Huis. 
De familie Weiss woonde eerst in woonwagens, maar onder andere vanwege de ('nieuwe') woonwagenwet, waardoor ze in Nederland niet meer mochten gaan en staan waar ze wilden, kwamen ze steeds meer in huizen te wonen.

## Orkestbezetting
Het orkest bestond uit vier violen, een altviool, piano, bas en twee dubbelarm gitaren: negen man sterk. Het was een grote bezetting en ook een ongebruikelijke bezetting met zijn vier violen en geen cimbaal. Josef speelde nog steeds op de contrabas. Hij speelde in Amsterdam met de oudere zonen onder de naam "Tata Mirando en zijn zonen". Morschy, Meissel, Roma, Nello, Moro, Adolf en de neef Christian - over wie verderop meer. De jongere zonen bleven bij hun moeder in Coevorden, met enkele dochters.

## Bloeitijd
In de tweede helft van de jaren vijftig begon in Coevorden de glorietijd van de Mirando's, optredens en contracten. Er volgde al snel een grammofoonplaat, een 78 toeren plaat. Er was namelijk een Pools/Litouwse zangeres naar hen toegekomen Monica Witkiewiczowna, ook wel bekend als Monica Witkowna (5 januari 1924 – 6 februari 2012), die bij Columbia een plaat zou opnemen en naar een begeleidend zigeunerorkest zocht. Na een radio-uitzending met de studentenkapel Tzigane uit Utrecht, had ze voor de opname een professioneel orkest nodig. Ze deden Zwarte ogen en Twee gitaren en andere klassieke melodieën.
Daarna kwam een langspeelplaat van Philips, met op de hoes de foto van de Mirando's. De plaat is, met dezelfde foto, ook als cassetteband en cd uitgegeven. Ook kwamen er meer platen uit en speelden ze regelmatig voor de radio en voor de televisie.

## Repertoire
Het repertoire bevatte Hongaarse muziek zoals Cserebogar, Egy cica, Csak egy kiszlany, Befordultam konihara en Trauriger Sonntag. Dat nam ongeveer de helft van hun repertoire in beslag. De rest van het programma was verdeeld over Roemeens (bijvoorbeeld de Ciocirlia), Russisch (Twee gitaren, Zwarte ogen e.d.) en stukken van eigen hand. In het verlengde daarvan speelden ze ook 'swing': er werd soms een mooi stuk zigeunerjazz gespeeld. Ze waren ook de eersten, die vrij met de verschillende genres uit de zigeunermuziek omgingen. Ze mengden bijvoorbeeld Hongaars en Roemeens, door op het Hongaarse Széparosam een improvisatie als Roemeense doïna te laten volgen en daarna weer naar de oorspronkelijke csárdás - een Hongaars-Oostenrijkse parendans - terug te keren. Het was een werkwijze die niet door alle liefhebbers werd gewaardeerd, maar wel tot de oorsprong van de zigeunermuziek terugging, door een eigen interpretatie aan bestaande muziek te geven. Ook had de muziek uit elk land, waar ze vertoefden, invloed op hun eigen muziek. Ze namen overal wat over.  

## Latere jaren
In de jaren zestig werd Josef ouder. Hij ging minder spelen en droeg de bas steeds vaker over aan zijn oudste zoon Meissel Weiss. Nadat Josef was overleden, kreeg hij een zigeunerbegrafenis met bijbehorende muziek, zoals dat bij een groot muzikant gebruikelijk was.
Josef liet een bloeiend orkest na, dat de Nederlandse muziekwereld heeft geconfronteerd met een andere manier van zigeunermuziek maken dan die van de klassieke zigeunerorkesten zoals die van Gregor Serban of Lakatos. Na Josef waren de gouden tijden nog niet voorbij. Er ontstonden verschillende orkesten, onder leiding van verschillende broers, onder andere van Morschy (Morschy Mirando), Meissel (De zonen van Tata Mirando) en Loeila (Loeila Magyara).
De zonen van Tata Mirando gaven in 1970 ook een optreden op het hippiefestival Stamping Ground te Kralingen. 
Tata Mirando werd begraven in het familiegraf op begraafplaats Moscowa te Arnhem.  Roma Heina, een zoon van Meissel Weiss, ging na zijn vaders dood, in 1996, uiteindelijk verder onder de naam Koninklijk Zigeunerorkest Roma Mirando.
Adolf Kokalo Weiss, een zoon van Josef, ging uiteindelijk verder met de naam Tata Mirando. 

## Over namen
Het is goed om te weten dat het begrip 'Tata Mirando' na Josef ook door de volgende generatie werd en wordt gebruikt; “Tata betekent zoveel als vader en iedere leider van het zigeunerorkest van de familie Weiss wordt zo genoemd.” (Bron: NRC Handelsblad)
En ook de verschillende voornamen komen na Josef voor in twee of drie verschillende generaties Weiss, wat het inzicht in het familieverband tamelijk bemoeilijkt.   
Beide dingen werken soms fouten in de hand.  
Ook de spelling van de voornamen is vaak niet zo eenduidig - in het volgende hoofdstuk bij aan de orde; de familie is afkomstig uit een cultuur van ongeschreven taal en vooral, muziek maken.  
In de familie Weiss is in de burgerlijke stand, bij nazaten van Morschy, ook de naam Weis ontstaan - met één 's'. 

## Afkomst en gezin
De Sinti komen van oorsprong uit India. Ze behoren tot de Roma en zijn een van de zes belangrijkste groepen ervan, die nog verder onder te verdelen zijn. Ze arriveerden vóór 1500 al in Europa. De Sinti familie Weiss is afkomstig uit de Bialendi stam. De Roma en dus ook de Sinti, spreken onderling ook Romani, Romanes of Rom, hun ongeschreven taal. Volgens linguïsten komt die taal overeen met een taal in Noord-India. Ze hebben overeenkomstige gewoontes en genetische verwantschap met Indiërs. Ook hun cultuur is tamelijk Indiaas. De route die ze aflegden en hun leefwijzen onderweg, waren zelfs door leenwoorden uit de betreffende landen na te gaan. Zie voorts YouTube: Open Lens, 'Curse on the Gypsies'. 
Josef kon niet lezen of schrijven, maar niettemin sprak hij wel verschillende talen. 
Josef was gehuwd met Balwina Georg*. 
Balwina Georg, was een Sintezza, geboren op 31 mei 1897 te Szczecin (West Pommern – PL), overlijdensakte bij schrijven, in 2025, nog niet openbaar. Als dochter van Ignatius Georg, 13 februari 1867 te Glött (Bayern - D), muzikant - en Margaretha Elisabetha Reinhardt, 28 april 1877 te Schwanheim** (Südwestpfalz - D) – 1944 Auschwitz.
Balwina had een broer en twee zussen – althans, op het moment dat ze in 1900 in een bevolkingsregister werden vermeld, waarin zij in staat als Alwina: Heinrich 1899 Monsheim (Hessen)-1918 Breda, Josefine 1900 Antwerpen-1944 Auschwitz, gehuwd met Heinrich Weiss, vermoedelijk een broer van Josef - dus Heinrich, zoon van Johann) - en Elisabeth 1906 Oosterhout-? 
Van vader Ignatius Georg werd geen dag en plaats van overlijden gevonden, waardoor het vermoeden ontstond, dat het tussen 1918 en 1940 ergens in Duitsland was. Ze verbleven in 1918 in ‘Munster’ – waarschijnlijk Münster (Nordrhein-Westfalen).
Balwina was harpiste. Josef en Balwina ontmoetten elkaar in de tijd dat zij met haar familie in België verbleef. Na de Eerste Wereldoorlog (1914 – 1918), bleven ze definitief bij elkaar. 
Balwina speelde nog een rol tijdens de opnames van de film Help! de dokter verzuipt, waarin het orkest van de zonen van Tata Mirando speelde - de film ging in première op 28 februari 1974.  Ze is aan het einde te zien, bij een fakkel en ook dansend. Ze was toen 76 jaar. Bij de opnames werd een foto van haar gemaakt, voor de aardigheid met een pijp, maar in het dagelijks leven rookte ze niet - Josef wel.
*Een kanttekening bij de achternaam van Balwina en/of die van haar ouders, die elders soms verkeerd staan. Daarover wil het volgende vermeld zijn:
D. Schaap, ”Zigeunerleven”, Het Vrije Volk, 1965: Balwina staat in deel 1 en 5 vermeld met de achternaam van haar moeder. In deel 10 vermeldde hij wel de naam van haar moeder, Margaretha Georg-Reinhardt, juist, al staat daarin: geboren te Meckenheim – wat ver van Schwanheim ligt. **Misschien was Meckenheim de geboorteplaats van Margaretha ‘s moeder. Woonachtig (sic) Korte Boschstraat 82, Den Haag', enzovoort. Kortenbos, een wijk in Den Haag. In de eerste kolom van het eerste deel van het feuilleton in zeventien delen van Schaap, ging het al over Tata Mirando 's vriendschap met de wereldberoemde gitarist, de Sinto, Django Reinhardt (1910-1953) en daarbij, dat hij een familielid was van Balwina - dus Reinhardt was een ‘grote naam’ in hun familie. Vermoedelijk ligt daar de oorsprong van de vergissing in de notitie van Balwina ’s achternaam en die van haar ouders, die in andere documenten doorwerkte. 
Hoe Jean "Django" Reinhardt precies familie was, maakt dit betoog nog 'spannender' dan het al was, doordat hij, volgens de Stichting Hot Club de France Nederland, werd geboren op 23 januari 1910 te Liberchies in België, als zoon van ... Jean Eugène Weiss(!) (1882-?) een rondreizende muzikant, die viool, gitaar en piano speelde - en Laurence “Négros” Reinhardt (1884-1958). Hij blijkt dus de achternaam van zijn moeder te hebben gekregen.
P. Jorna, "Sinti en Roma in Den Haag (1900-1970)", 2020, blz. 32: (sic:) 'Margaretha Reinhardt-Georg (1877, Meckenheim bij Bonn)' en (sic:) 'en haar man Christiaan Reinhardt (1872, Hatzenbühl bij [sic:] Mainz) – dat in werkelijkheid bij Karlsruhe ligt. Als hiervoor al vermeld was Margaretha mevrouw Georg-Reinhardt. Christiaan Reinhar(d)t, die ongeveer vijf jaar in leeftijd verschilde, zal vermoedelijk een broer of neef van haar zijn geweest - veel Sinti dragen dezelfde (achter)namen. 
Om de juiste achternaam van Balwina nog eens te bevestigen: Op de website van het Gelders Archief zijn de overlijdensakten te vinden van Heinrich Weiss, die in 1962 verongelukte, zoon van Josef en Balwina - en van Josef zelf. In beide akten staat Balwina vermeld als Balwina Georg. Tot zover deze kanttekening.
De genealogische gegevens omtrent Balwina zijn uitgebreider geworden dan voorzien, maar omdat het een lang en moeizaam proces is om die aan documenten op websites en aktes uit archieven via internet te ontfutselen en juist te krijgen - en nu dat toch eenmaal uitgezocht is, anderen die moeiten te besparen, werd dat zo gedaan.
Josef en Balwina hadden vijftien (eigen) kinderen: twaalf zonen en drie dochters. in Het Vrije Volk van 24 april 1965 stonden de namen van de kinderen. Hieronder staan ze, zo mogelijk op volgorde van geboorte - eerst de zonen: Wat de zoons betreft: ze behoorden niet alle, of niet alle tegelijk, tot het orkest, maar van ten minste negen zonen zijn bewijzen te vinden dat ze viool konden spelen.
Meissel(Johann Meissel), * 19 januari 1920 te Mannheim - † 18 november 1996 te Arnhem, 76 jaar, aldaar begraven, op Moscowa. / Meizel / Meizzel / Meisel / Meisl
Loeila(Ludwig Loeila), * ~1922 - † na 1999. Getuige een krantenadvertentie uit 1957 had hij een eigen orkest, "Loeila Magyara", waar vier van zijn broers deel van uitmaakten en vanaf 1957 ook zijn broer Roma Heina. / Luïla
Morschy(Morschy Thomas), * 11 maart 1923 te Wörth am Rhein - † 7 januari 1992, 68 jaar, violist. Begraven te Arnhem, Moscowa. (Er staat ergens ten onrechte vermeld dat Morschi de oudste was. Ook zijn verschillende jaren van overlijden van hem te vinden. Ook vermeld een krant: 'als Adolf geboren te Aachen'; een persoonsverwisseling.) / Morschi / Morchi
Roma(Roma Heinrich), * ~1930 te Aachen - † 4 juni 1962 onder Echteld - wonende te Rotterdam, 32 jaar, violist. Begraven te Arnhem, Moscowa. “Een auto met zes mensen  ... kwam  ... omstreeks drie uur 's nachts  ... tegen een boom  ... op zijn kop in een sloot terecht. De Haagse violist H. Weiss   ... van Hongaarse afkomst  ... zat naast de bestuurder  ... kwam daarbij om het leven.” (Bron: Diverse kranten, via Delpher.) Een smartelijk ongeval en een groot verlies voor de familie en hun orkest. Roma was een buitengewoon virtuoos violist. Op zijn graf staat een beeld van hem als violist. / Heina
Nello* ~1931 - † 12 juni 2008 te Arnhem, 77 jaar, gitarist.
Adolf(Adolf Kokalo), * 13 september 1933 te Rothe Erde (Aachen), pianist. / Gokalo
Lupa(Hermann Lupa), * 12 september 1935 te Aachen - † 4 september 2005 te Boxmeer, 69 jaar. / Loepa
Moro* 8 augustus 1938 - † 9 september 2004 te Raalte, 66 jaar, violist. (Op de officiële cassettehoes van "Zigeunerfeest" staat een verkeerd geboortejaar.) Moro was de jongste zoon, althans, in ieder geval wel van het orkest - Krishan, de neef, buiten beschouwing gelaten. Het is dus nog de vraag, wie het jongste kind was in het gezin. / Morro
Pauli
TschawoVermoedelijk is hij dezelfde als Schaba - vermeld als broer van Morschy en Lupa, in Tubantia, 30 oktober 1967.
Purgacho† na 2000. / Poerogadjo / Purokatchoo
StagowiloVertrok naar Paris.
En dan de drie dochters: 
Roeli
TsjeijaTchaia
GarthaGarta
Van de dochters is in ieder geval zeker, dat ze de Tweede Wereldoorlog ook overleefden. Eén van hen, Roeli of Tsjeija, overleed vóór 1992.  

## Neven en nichten
In het orkest speelde dus ook de neef:
Christian† 23 april 1988 te Amsterdam en begraven op de Nieuwe Oosterbegraafplaats aldaar. / Christiaan / Krishan / Krischan
Grawordt elders ook vermeld als zijnde een meespelende neef. / Kra / Kraa
Krischan en Gra waren schijnbaar tijdens de oorlog al ondergedoken bij Josef en Balwina. 
Hennyzoals ze in een video genoemd werd - † vóór 2013. - na haar ontsnapping kwam ze ook bij Josef en Balwina terecht. / Heni
De drie waren kinderen van een broer en schoonzus van Josef: Heinrich Weiss en Maria Westhiner. Hun gezin was vanuit Duitsland neergestreken in Oldenzaal. Ze hadden hun kinderen uit voorzorg al laten onderduiken, maar zelf werden ze daar opgepakt en overleden in een concentratiekamp. (Bron: D. Schaap, Het Vrije Volk)    
Edi*~1924, was ook een oomzegger van Josef. (Bron: YouTube)
Michel* 3 januari 1927 - † 30 januari 2010 te Enschede, 83 jaar, aldaar begraven, Westerbegraafplaats. (Bron: rouwadvertentie, met daarin de toevoeging 'Mirando')
In het Zigeunerorkest Morschi Weiss en de Zwarte Raven speelde ook een zekere Hoeco (Bron: YouTube, Interview Pammy Boltini, de vrouw van Toni. Orkestfoto.)  

## Televisie
De komst van televisie betekende dat de Mirando's daar een erg grote concurrent aan kregen. Anderzijds leverde dat later een prachtige blik in het verleden op. Onder andere het originele orkest onder leiding van Josef Weiss, is als Tata Mirando en zijn zeven zonen, te zien op YouTube, in een televisie-uitzending in zwart-wit van de N.O.S., uit mei 1962 - met Roma Heina Weiss Mirando sr., in de maand voor zijn dood.
Daarin zijn te zien: 
Linksachter: Christian - de neef, linkshandig en daardoor herkenbaar aan zijn gitaar 'verkeerd om'.
Middenachter: Nello, gitarist
Rechtsachter: Tata Mirando, Joseph Judo, contrabassist
Adolf Kokalo: pianist
Links, Morschy: violist
Tijdens zijn soleren, stonden achter hem drie violisten, links: Moro, midden: moeilijk te herkennen maar waarschijnlijk Hermann Lupa en rechts: Roma Heina.

## Zigeunerleven
Het Vrije Volk, democratisch-socialistisch dagblad, plaatste van 17 april 1965 tot 10 mei 1965 het door Dick Schaap geschreven feuilleton Tata Mirando, een zigeunerleven, dat, in zeventien delen, een groot inzicht geeft in de (Sinti-)geschiedenis en het leven van Tata Mirando en zijn familie.
Het is te vinden op Delpher.nl > kranten > “zigeunerleven Dick Schaap” met toevoeging van het volgnummer van een aflevering - om het op volgorde te kunnen lezen.

## Discografie (selectie)
- 1977 - Zigeuner romance
- 1980 - Sinto Gilia's
- 1981 - Een avond in Budapest en Boekarest
- 1988 - A gipsy played...
- 1994 - Tata Mirando en zijn zigeunerorkest
- 1994 - The royal Tata Mirando Gipsy Orchestra
- 1994 - Gipsy Christmas
- 1995 - Zigeunerorkest Tata Mirando Sr.
- 2001 - Gipsy festival
- 2004 - Dadesko wazst - live at Amsterdam
- 2017 - Tata Mirando and Monica

- MusicBrainz: 74156701-24d0-49fc-a9df-39a8db84fd5e